# Eridanus (Mythologie)
Der Eridanos (altgriechisch Ἠριδανός Ēridanós, lateinisch Eridanus) ist in der griechischen Mythologie ein großer Fluss am Ende der Welt. Als Flussgott war Eridanos der Sohn des Okeanos und der Tethys.
Phaeton, der Sohn des Sonnengottes Helios, stürzte in den Eridanos, nachdem er die Kontrolle über den Sonnenwagen seines Vaters verloren hatte. Seine Schwestern, die Heliaden, seien am Ufer des Eridanos in Schwarzpappeln verwandelt worden und ihre Tränen in Bernstein.
Bei Apollonios von Rhodos ist etwas unklar, ob der Eridanos ein Fluss, ein Strom oder Meeresarm oder eher ein See ist. Seit Phaetons Sturz sollen dort immer noch Dämpfe aus dem Wasser steigen. Kein Vogel könne den Ort überfliegen, denn inmitten des Sees würde jeder Vogel in Flammen aufgehen. Es sei eine traurige Gegend, erfüllt von Dünsten und Brandgestank und in der Nacht höre man die schrillen Trauerschreie der Heliaden. Die Bernsteine, die man dort finde, seien den Kelten zufolge die versteinerten Tränen Apollons, der sich dort aufhielt, als er aus dem Olymp exiliert war. Der Eridanos mündet Apollonios zufolge in den Okeanos, in das Ionische Meer und mit sieben Mündungen in das Tyrrhenische Meer.
Angesichts solch einer wirren Geographie ist es nicht erstaunlich, dass es keine gesicherte Lokalisierung des Eridanos gibt. Man hat den Eridanos sowohl mit der Rhone (die nach Apollonios in den Eridanos mündet) als auch mit dem Po zu verbinden versucht. Herodot und Strabon hielten den Eridanos für rein mythisch. Bei Vergil erscheint der Eridanus als ein Fluss der Unterwelt.
Die Verbindung des Eridanos mit Bernstein und die Auffassung von Herodot, dass der Eridanos in ein nördliches Meer fließe, ließ auch an einen in die Ostsee mündenden Fluss denken (Radaune). Zudem ist in der griechischen Mythologie der Eridanos mit dem meist im fernen Nordosten (von Griechenland aus) lokalisierten Hyperborea assoziiert. Allerdings spiegeln auch die geografischen Lokalisierungen „Po“ und „Rhône“ eine Beziehung zu Bernstein, da die antiken Römer Bernsteinlieferungen sowohl über Massalia (Marseille; also über die Rhône) als auch aus dem Stromgebiet des Po (wahrscheinlich auch von Etruskern) erhalten haben.
Nach dem mythischen Fluss ist das Sternbild Eridanus sowie ein hypothetischer Fluss im tertiären Nordeuropa benannt (siehe Eridanus (Geologie)).